# 299P/Catalina-PANSTARRS
299P/Catalina-PANSTARRS, komet Jupiterove obitelji